# 關富岡站
關富岡站（日语：／ Seki-Tomioka eki */?）是位於岐阜縣關市肥田瀨，長良川鐵道的越美南線車站。車站編號是4。

## 歷史
- 1986年（昭和61年）12月11日 - 國鐵越美南線由長良川鐵道接管，此站同時啟用[1]。

## 車站構造
車站是一座地面車站，設有1面1線單式月台。

## 使用狀況
| 乘車人次變化       | 乘車人次變化     |
| 年度               | 1日平均 乘車人次 |
| ------------------ | ---------------- |
| 2011年（平成23年） | 65               |
| 2012年（平成24年） | 56               |
| 2013年（平成25年） | 38               |
| 2014年（平成26年） | 44               |
| 2015年（平成27年） | 54               |

## 車站周邊
- 岐阜醫療技術短期大學
- 關市立富岡小學
- 關市立富岡保育園
- JA Megu美濃（日语：JAめぐみの）富岡
- Powers關店
- 國道418號
- 國道248號（日语：国道248号）
- 津保川（日语：津保川）

## 相鄰車站
長良川鐵道
越美南線
富加（3）－關富岡（4）－關口（5）

## 注腳
1. 1 2  曾根悟（監修）. 朝日新聞出版分冊百科編集部（編集） , 编. . 週刊朝日百科. 26号 長良川鉄道・明知鉄道・樽見鉄道・三岐鉄道・伊勢鉄道. 朝日新聞出版. 2011-09-18: 10-11 （日语）.

## 外部連結
- 關富岡站｜【官方網站】長良川鐵道株式會社 （页面存档备份，存于）（日語）